# L'últim ball de Carmen Amaya
L'últim ball de Carmen Amaya és un telefilm català del 2013 estrenat el 2014, dirigit per Judith Colell amb guió de Roger Danès i Alfred Pérez Fargas i produïda per Batabat, Televisió de Catalunya i Televisión Española. La versió original d'aquesta pel·lícula és en català. Fou emesa per TV3 el 7 de juny de 2014.

## Sinopsi
El 2013 és el centenari del naixement de Carmen Amaya. Candela és una prestigiosa ballarina a qui el seu amic i productor teatral Fran li ofereix la possibilitat d'interpretar Carmen Amaya en un espectacle a base de balls que rememoren parts de la seva vida, cosa que la podria tornar posar a la primera línia del flamenc. Encara que té força prestigi, Candela va patir fa dos anys una lesió medul·lar després de caure de l'escenari en un dels seus espectacle, lesió que li ha impedit ballar o li provocava forts dolors quan ho feia, de manera que només podia ballar infiltrada. Ara s'ha recuperat a base de sacrifici, esforç i coratge i està disposada a afrontar el repte més gran de la seva vida artística

## Repartiment
- Nora Navas... Candela (ballaora, directora de companyia de ball)
- Amara Carmona... Carmen Amaya adulta
- Quim Lecina... Chano, i germà de Chano
- Andrés Herrera ... Fran (productor teatral i amic de la Candela)
- José Andrés Cortés ... Antonio (guitarra companyia Candela)
- Luis Aguilar ... Agustín Castellón Campos, «Sabicas» (guitarra companyia Carmen Amaya)
- Colita... com a ella mateixa
- Marc Clotet ...Juan Antonio Agüero González, «Agüero» (guitarra i marit de Carmen Amaya)
- Katia Moro ... Lucía (ballaora companyia Candela)
- Ana Santiago, «La Tani» ... Micaela Amaya Morena (mare de la Carmen Amaya)
- Isabel Amaya ... Carmen Amaya de nena
- Gema Amaya ... Carmen Amaya adolescent
- Isabel Steva Hernández
- Lizardo Manzano ... Paco
- Antonio José Climent (i Pelegero?) ... José Amaya Amaya, «El Chino» (guitarra i pare de la Carmen Amaya)
- Francesc Pagès ... Francesc Rovira Beleta (el cineasta)
- Jordi Gràcia ... Dr. Mauset
- José Manuel Fernández, «Tobalo» ... cantaor, palmero (companyia Candela)
- Bernat Rifé ... ajudant de direcció

## Músics
Música original: José Andrés Cortés, Luis Aguilar, Justo Fernández, Juan Fernández Amador.
- José Andrés Cortés ... guitarra Antonio
- Luis Aguilar ... guitarra «Sabicas»
- Justo Fernández, «Tuto» ... guitarra «Agüero»
- Antonio José Climent ... guitarra «Chino»

Guitarres festa gitana:
- Justo Fernández, «Tuto»
- Amador Fernández

Cantaors / palmeros festa gitana:
- Luis Fernández, «Juaneke»
- Elisabeth Santiago
- Mariano Santiago

Cantaors / palmeros companyia Candela:
- Antonio Campos Saavedra
- José Manuel Fernández, «Tobalo»

## Producció

### Localitzacions
La pel·lícula es va rodar a Molins de Rei, Barcelona, Begur, Girona i Sitges. També es fa ús de material d'arxiu (extractes de la pel·lícula Los Tarantos i altres, etc).

## Nominacions
El juny de 2014 va inaugurar el Festival Internacional de Cinema en Català - Costa Daurada (FIC-CAT) a Roda de Berà. Fou nominada al Gaudí a la millor pel·lícula per a televisió.